# Bølling Herred

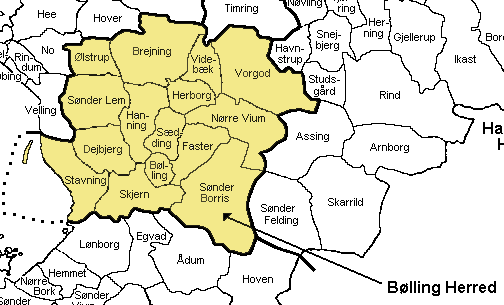
Bølling Herred

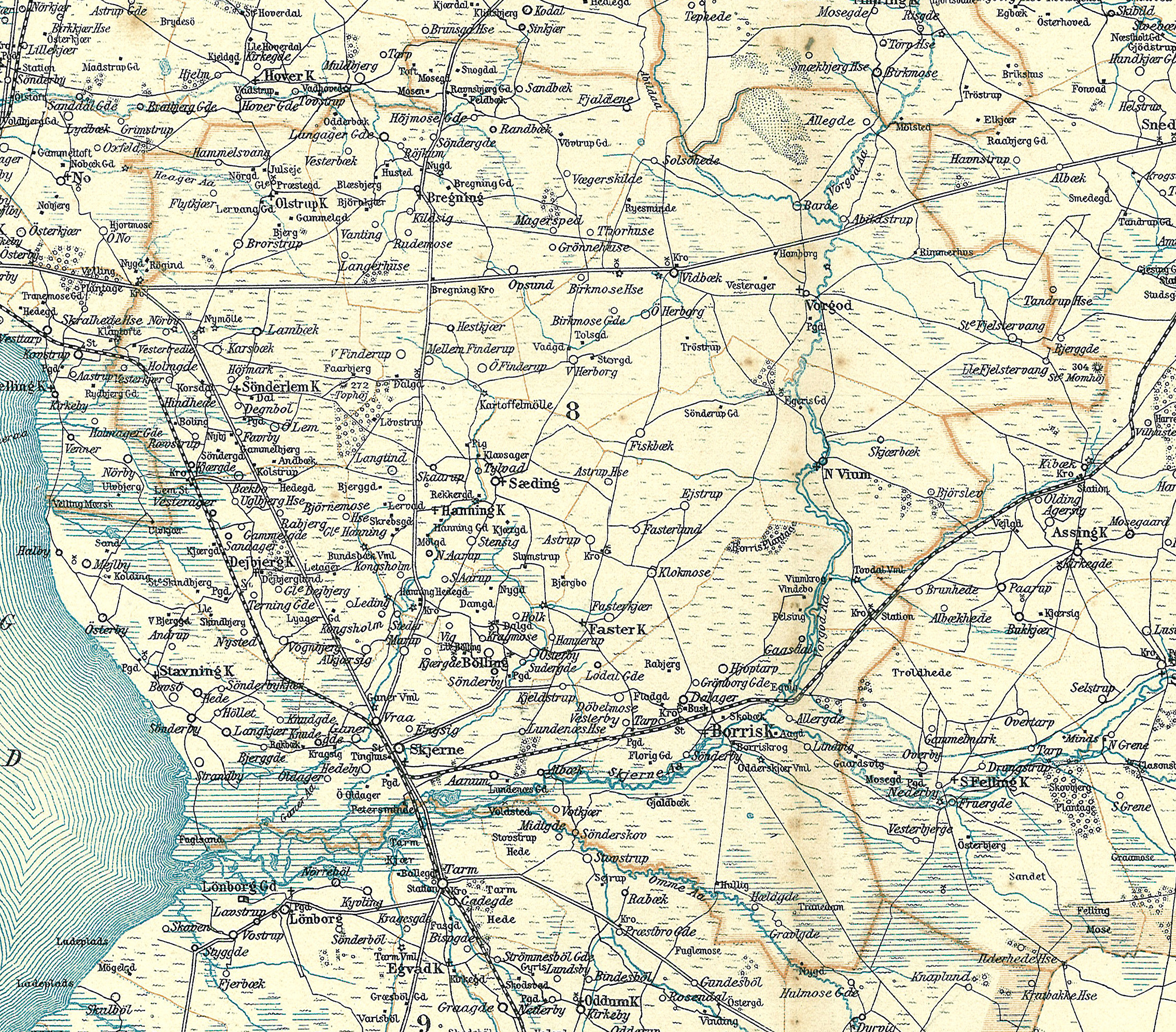
Bølling Herred rond 1900

Bølling Herred was een herred in het voormalige Ringkøbing Amt in Denemarken. In Kong Valdemars Jordebog wordt het vermeld als Bylænghæreth. In 1970 ging het gebied over naar de nieuwe provincie Ringkøbing.
Naats de stad Skjern bestond de herred uit 14 parochies. Fjelstervang, deel van Vorgod,  en Troldhede, deel van Nørre Vium,  werden pas later zelfstandige parochies.
- Brejning
- Bølling
- Dejbjerg
- Faster
- Fjelstervang (niet op de kaart)
- Hanning
- Herborg
- Nørre Vium
- Skjern
- Stavning
- Sæding
- Sønder Borris
- Sønder Lem
- Troldhede (niet op de kaart)
- Videbæk
- Vorgod
- Ølstrup